# Harley-Davidson LiveWire
Pour les articles homonymes, voir Harley-Davidson et Live Wire.
La Harley-Davidson LiveWire est le premier modèle de moto électrique du constructeur de moto américain Harley-Davidson, produit en série depuis 2019.

## Histoire

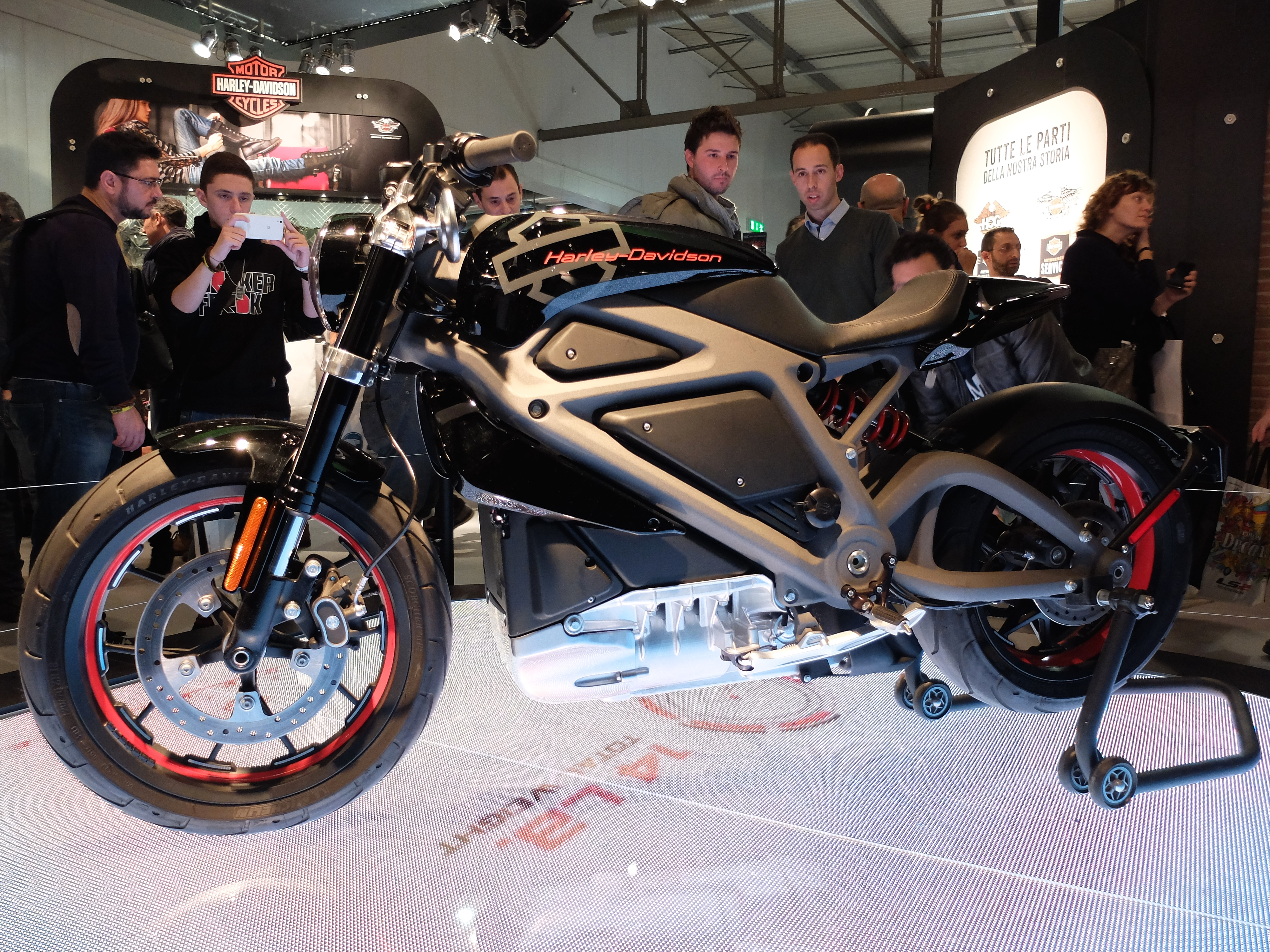
Prototype 2014.

Harley-Davidson présente ses prototypes LiveWire aux médias en juin 2014, mis à disposition chez ses concessionnaires américains, canadiens et européens pour des essais publics, avant sa mise en production en série en 2019,,,. Elle est vendue 33 900 €, avec autres concurrents la marque américaine Zero Motorcycles.
En décembre 2021, Harley-Davidson a annoncé la scission de sa division LiveWire en une société distincte appelée « LiveWire », qui devrait être cotée en bourse au premier semestre 2022 sous la forme d'une société d'acquisition à vocation spéciale (SPAC) évaluée à 1,77 milliard de dollars.

## Caractéristiques
La LiveWire est déclinée de la superbike électrique Mission R du constructeur de moto électrique américain Mission Motors (en), avec un cadre en aluminium, et un moteur électrique triphasé « Revelation » de 105 ch, pour une vitesse maximum bridée de 180 km/h, un 0 à 100 km/h en 3 s, avec un accumulateur lithium-ion Samsung de 15,5 kWh, pour une autonomie de 235 km, rechargeable à 80 % en 40 min en charge rapide, ou 100 % en une heure,.
Non contents de la révolution que représente la propulsion électrique chez Harley-Davidson, les ingénieurs du constructeur américain ont décidé de réinventer la géométrie de la LiveWire. Jusqu'à présent, leurs modèles avaient un empattement très long et un angle de chasse élevé. La géométrie de la LiveWire est opposée à cette tradition, puisque son empattement et son angle de chasse sont ceux d'un roadster. La LiveWire n'est alors plus seulement influencée par les légendaires américaines, mais aussi par les légendaires anglaises et italiennes.

## Compétition

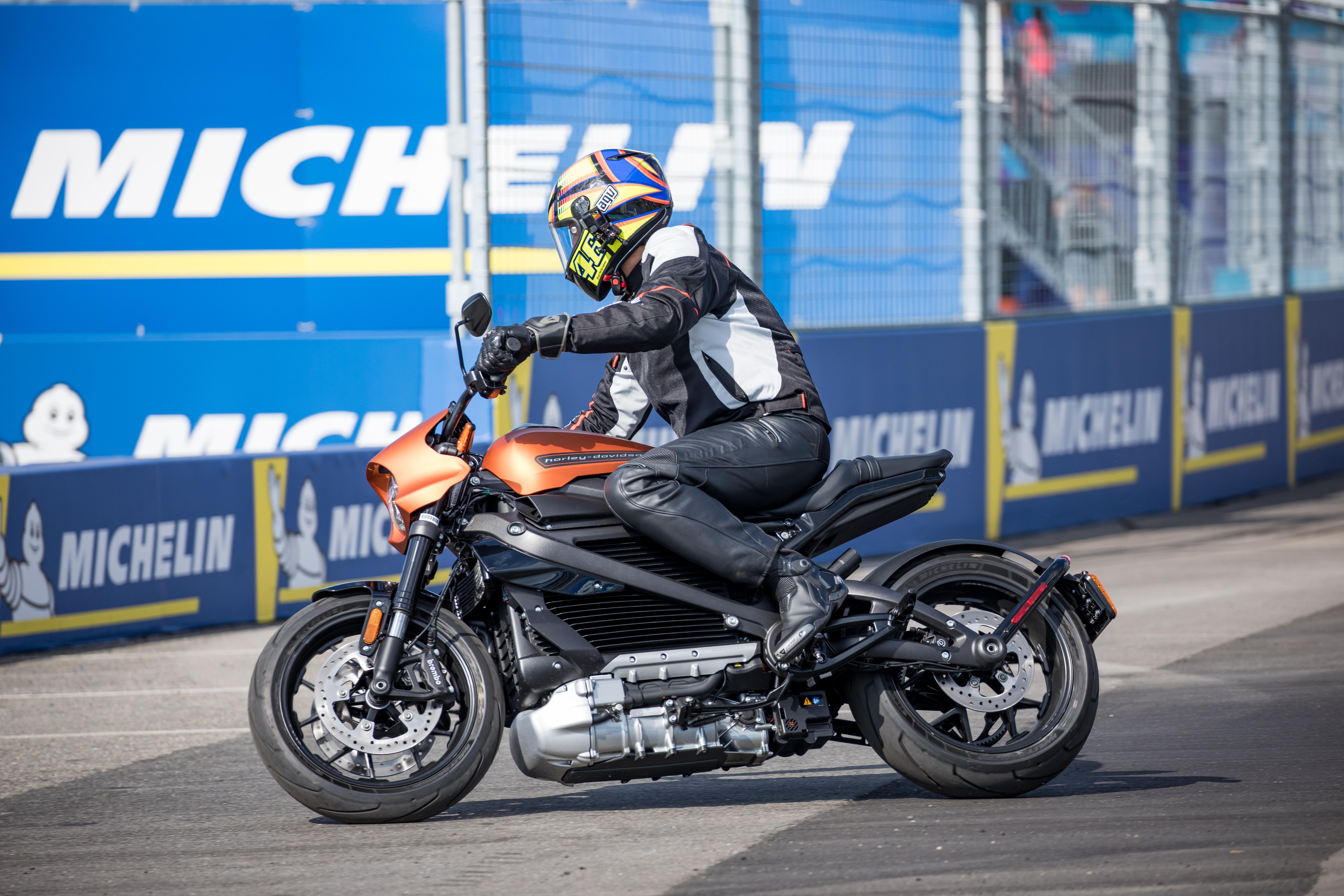
Au 2019 New York City ePrix.

- 2020 : Record du monde de distance parcourue de 1 723 km en 24 heures (avec un record précédent de 1 400 km) par l'homme d'affaires, humoriste, journaliste suisse Michel von Tell (en), entre Zurich (Suisse) et le Liechtenstein, via Stuttgart (Allemagne).

## Cinéma et télévision
- 2015 : Avengers : L'Ère d'Ultron, de Joss Whedon, pilotée par Scarlett Johansson[12],[13] et la cascadeuse moto française (doublure de Scarlett Johansson) Sarah Lezito.
- 2019 : Long Way Up, série télévisée documentaire, road movie de 21 000 km de route panaméricaine en cent jours, en Harley-Davidson LiveWire, entre Ushuaïa et Los Angeles, des acteurs britanniques Ewan McGregor et Charley Boorman[14].